# Lophothripa
Lophothripa is een geslacht van vlinders van de familie visstaartjes (Nolidae), uit de onderfamilie Chloephorinae.

## Soorten
- L. vitea Swinhoe, 1885